# Jean Hersholt

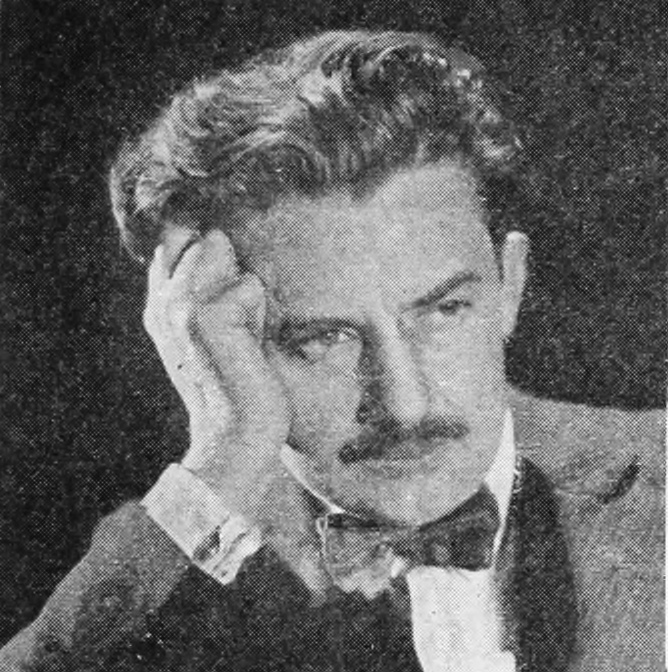
Jean Hersholt (1920)

Jean Hersholt (* 12. Juli 1886 in Kopenhagen; † 2. Juni 1956 in Hollywood, Kalifornien) war ein dänisch-US-amerikanischer Schauspieler und Philanthrop.

## Leben
Jean Hersholt wurde als Sohn eines dänischen Schauspieler-Ehepaares geboren und stand bereits früh auf Bühnen in ganz Europa. Seine Schauspielausbildung absolvierte er an der Kunstschule Kopenhagen. Bereits vor dem Ersten Weltkrieg spielte Hersholt in dänischen und deutschen Stummfilmen. 1913 emigrierte er in die Vereinigten Staaten, wo er zunächst noch als Theaterschauspieler arbeitete. Seinen ersten US-amerikanischen Stummfilm drehte er 1915. Die darauffolgenden Jahre spielte Hersholt beim Film häufig Schurken, so etwa in Erich von Stroheims Filmklassiker Gier von 1924. Mit zunehmendem Alter wechselte der Charakterdarsteller jedoch immer häufiger ins freundlich-väterliche Rollenfach, so etwa 1927 unter der Regie von Ernst Lubitsch in Alt-Heidelberg als Lehrer Dr. Jüttner.

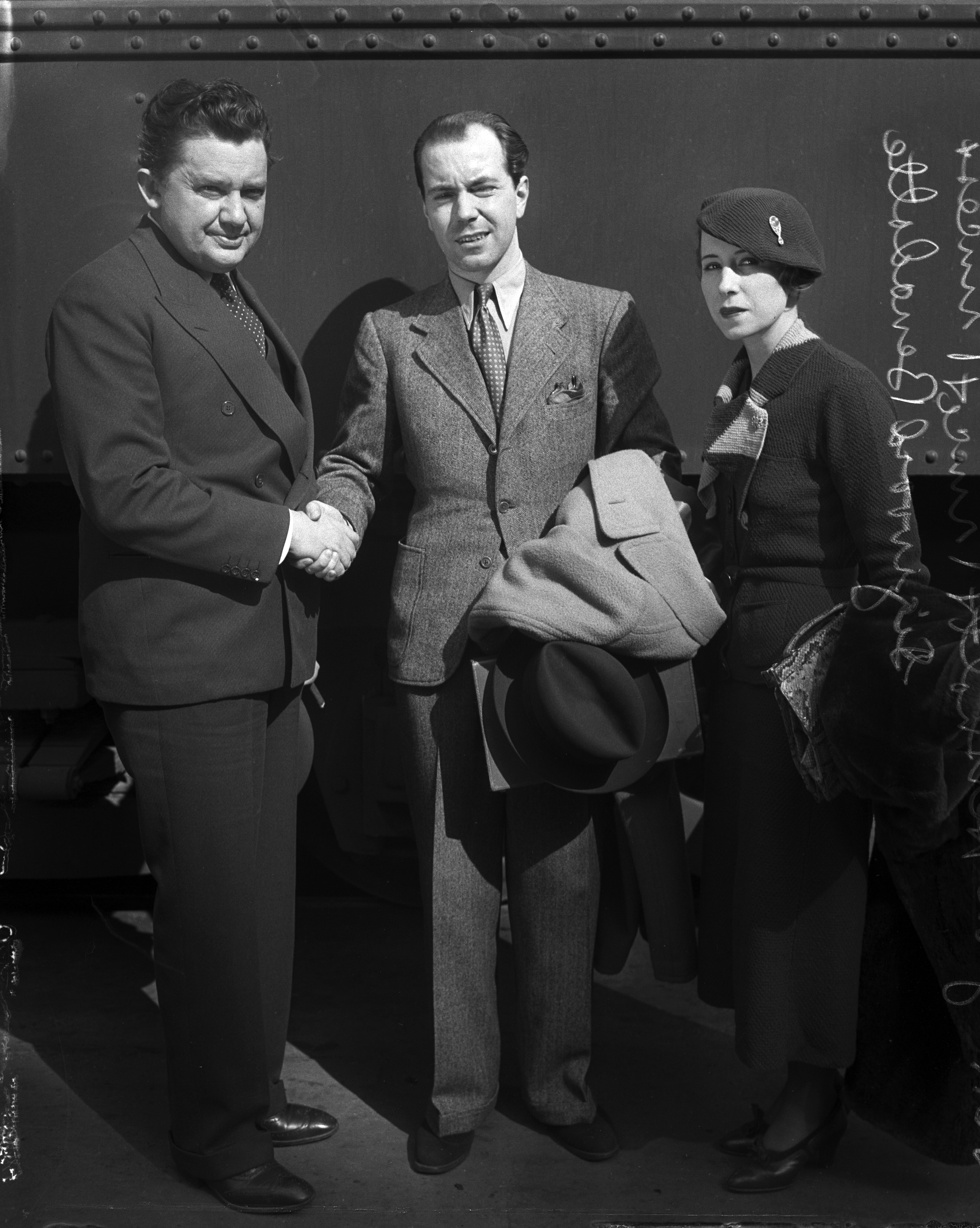
Jean Hersholt (links) mit Prinz Sigvard Bernadotte und dessen Frau Erika (1935)

Auch mit Beginn des Tonfilms Ende der 1920er-Jahre blieb Hersholt ein gefragter Charakterdarsteller. Eine seiner bekannteren Rollen war die des Alm-Öhi in Heidi (1937) an der Seite von Shirley Temple. Auch in den starbesetzten MGM-Ensemblefilmen Menschen im Hotel (1932) und Dinner um acht (1933) war Hersholt zu sehen. Zwischen 1937 und 1954 sprach Hersholt zudem die Titelrolle der populären Radioreihe Dr. Christian. Diese wurde anschließend auch zu einer erfolgreichen Filmreihe, in der Hersholt ebenfalls die Rolle des freundlichen Doktors übernahm. In den 1940er-Jahren verabschiedete sich Hersholt weitgehend aus dem Filmgeschäft und konzentrierte sich auf seine Radiorolle als Dr. Christian. Seine letzte Filmrolle hatte er 1955 in Nicholas Rays Western Im Schatten des Galgens an der Seite von James Cagney.
Neben seiner Arbeit als Schauspieler tat er sich auch als Übersetzer der Märchen von Hans Christian Andersen ins Englische hervor.
Ab den 1930er-Jahren unterstützte er den Motion Picture Relief Fund, der sich um ärztliche Hilfe für in Not geratene Filmindustriearbeiter bemühte. Von 1945 bis 1949 war er der Präsident der Academy of Motion Picture Arts and Sciences. Für sein Engagement wurde er jeweils 1940 und 1950 mit einem Ehrenoscar ausgezeichnet. Nach seinem Tod führte die Academy den Jean Hersholt Humanitarian Award ein, der bis heute an sozial engagierte Filmschaffende vergeben wird.

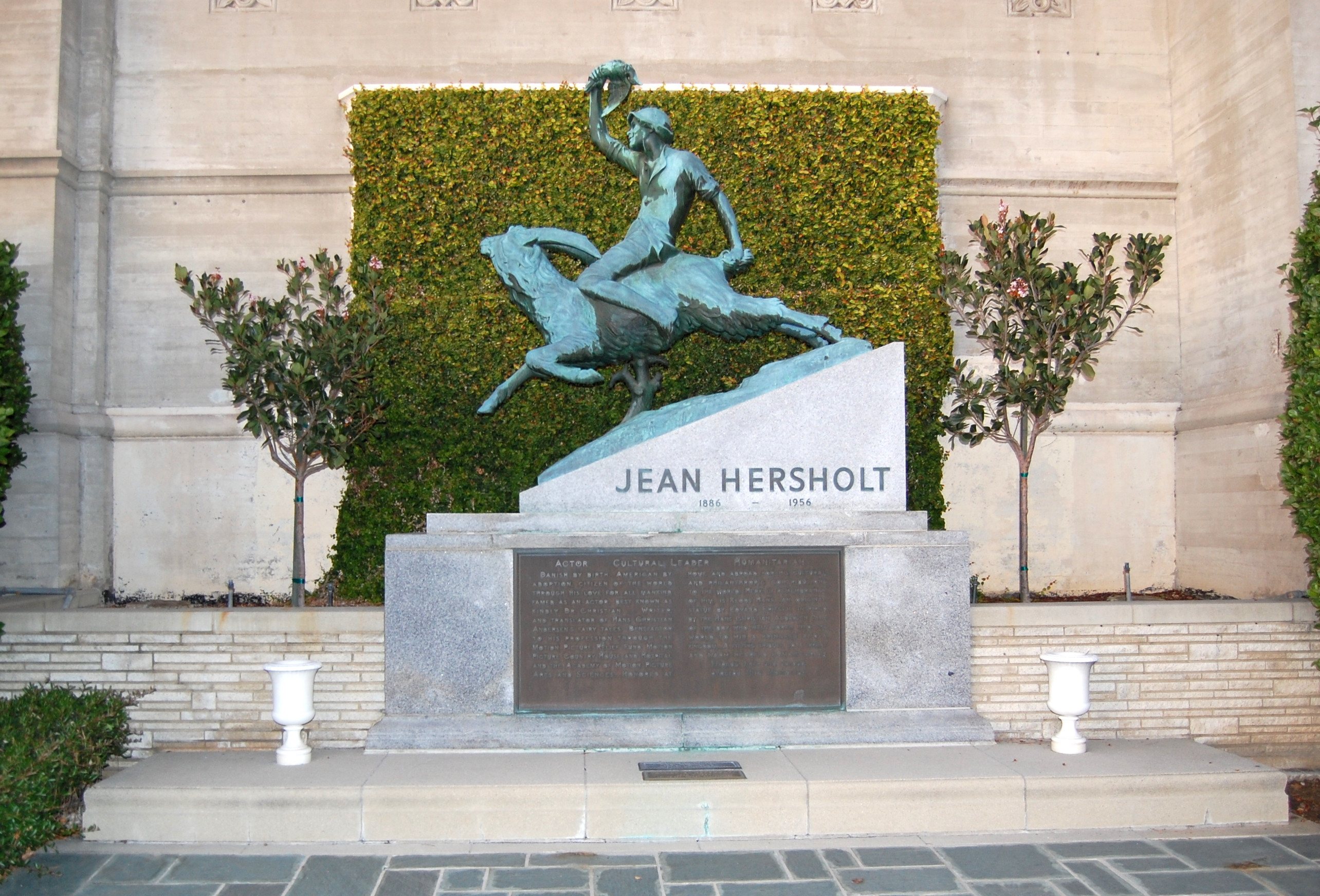
Hersholts Grab im Forest Lawn Memorial Park in Glendale

Jean Hersholt war von 1916 bis zu seinem Tod mit Via Hersholt verheiratet, sie hatten zwei Kinder. Er war der Onkel des kanadischen Schauspielers Leslie Nielsen (Die nackte Kanone). Jean Hersholt wurde mit zwei Sternen auf dem Hollywood Walk of Fame geehrt. Er wurde am 24. März 1955 von König Frederik IX. von Dänemark mit der dänischen Verdienstmedaille Ingenio et arti ausgezeichnet.
Er verstarb 1956, einen Monat vor seinem 70. Geburtstag, an einer Krebserkrankung.

## Filmografie (Auswahl)
- 1921: Die vier Reiter der Apokalypse (The Four Horsemen of the Apocalypse) – Regie: Rex Ingram
- 1922: Tess of the Storm Country – Regie: John S. Robertson
- 1923: Der Markt der Seelen (Souls for Sale) (Cameo)
- 1924: Gier (Greed) – Regie: Erich von Stroheim
- 1924: Der Garten der Sünde (Sinners in Silk) – Regie: Hobart Henley
- 1924: Ihr Junge (So Big) – Regie: Charles Brabin
- 1924: Ihre romantische Nacht (Her Night of Romance) – Regie: Sidney Franklin
- 1925: Der Mann mit der Peitsche (Don Q Son of Zorro) – Regie: Donald Crisp
- 1925: Das Opfer der Stella Dallas (Stella Dallas) – Regie: Henry King
- 1926: Wien bleibt Wien (The Greater Glory) – Regie: Curt Rehfeld
- 1927: Alt-Heidelberg (Old Heidelberg) – Regie: Ernst Lubitsch
- 1928: Das Geheimnis einer Stunde (The Secret Hour) – Regie: Rowland V. Lee
- 1928: Komödie einer Liebe (The Battle of the Sexes)
- 1929: Junge Generation (The Younger Generation)
- 1930: Sergeant Grischa (The Case of Sergeant Grischa) – Regie: Herbert Brenon
- 1931: Das Phantom von Paris – Regie: John S. Robertson
- 1931: Helgas Fall und Aufstieg (Susan Lenox: Her Fall and Rise) – Regie: Robert Z. Leonard
- 1931: Transatlantic – Regie: William K. Howard
- 1931: Die Sünde der Madelon Claudet (The Sin of Madelon Claudet) – Regie: Edgar Selwyn
- 1931: Emma, die Perle (Emma) – Regie: Clarence Brown
- 1932: The Beast of the City – Regie: Charles Brabin
- 1932: Menschen im Hotel (Grand Hotel) – Regie: Edmund Goulding
- 1932: Die Maske des Fu-Manchu (The Mask of Fu Manchu) – Regie: Charles Brabin
- 1933: Dinner um acht (Dinner at Eight) – Regie: George Cukor
- 1935: Das Zeichen des Vampirs (Mark of the Vampire) – Regie: Tod Browning
- 1936: One in a Million – Regie: Sidney Lanfield
- 1937: Heidi (Heidi) – Regie: Allan Dwan
- 1937: Im siebenten Himmel (Seventh Heaven) – Regie: Henry King
- 1938: Alexander’s Ragtime Band – Regie: Henry King
- 1943: To the People of the United States – Regie: Arthur Lubin
- 1949: Dancing in the Dark – Regie: Irving Reis
- 1955: Im Schatten des Galgens (Run for Cover) – Regie: Nicholas Ray